# Chotanagpur-Gneiskomplex
Der Chotanagpur-Gneiskomplex (Chotanagpur Gneiss Complex CGC oder Chotanagpur Granite Gneissic Complex CGGC), ist ein Krustenblock im nordöstlichen indischen Subkontinents. Er kann in fünf Schollen gegliedert werden, die durch Verwerfungen getrennt sind. Er war Bestandteil des Ur-Kontinents, der den Megakraton South Indian-Westaustralia (SIWA) bildete, Dieser bestand aus südindischen, westaustralischen und nordantarktischen Kratonblöcken, Nach dessen Zerfall wurden der CGC um ca. 2250 mya in die Central India Tectonic Zone bzw. das Satpuragebirge eingegliedert und anschließend während der Entwicklungen der Superkontinente Columbia und Rodinia mehrfach tektonisch-thermisch überarbeitet.
Petrographisch ist der CGC dominiert durch verschieden artige Granite, Gneise sowie aus Magmatiten, unterschiedlichen suprakrustalen Sedimentgesteinen. Des Weiteren entwickelten sich mehrere Plutone.
Die ältesten Gesteine stammen aus dem Archaikum um ca. 2670 bis 2531 mya, die jüngsten datieren aus dem Neoproterozoikum mit ca. 557 mya.

## Lage und Erstreckung

Lage des Chotanagpur-Gneiskomplexes

Der Chotanagpur-Gneiskomplex erstreckt sich mit einer Länge von ca. 500 Kilometer (km) und einer Breite von ca. 200 km in den indischen Bundesstaaten Chattisgarh, Jharkhand, Bihar und Westbengalen. Geologisch befindet er sich in der östlichen Kontinuität der Central India Tectonic Zone (CITZ) bzw. des Satpuragebirges, an die er mit der Tamar-Porapahar-Sheaer Zone angrenzt. Im Süden grenzt er mit der Singhbhum Sherzone an den Singhbhum Mobile Belt. Im Südosten wird er durch das Mahanadi Basin vom Singhbhum-Kraton getrennt, im Westen durch verschiedene Gesteinssequenzen der ca. 307 bis 174 mya alten Gondwana Supergroup, und im Norden grenzt die East Patna-Madhubani Fault den CGC zur Indus-Ganges-Brahmaputra-Ebene ab. Im Nordosten bilden die ca. 117 mya alten unterkreidezeitlichen Rajmahal Traps, im Südosten die quartären Alluviumböden am westlichen Rand des Golfs von Bengalen die Begrenzungen. Die Fläche des CGC beträgt ca. 105.600 Quadratkilometer.
Bildlegende: MC: Mewar-Kraton bzw. Bhilwara Gneissic Complex, BK: Bundelkhand-Kraton, CITZ: Central India Tectonic Zone, CGC: Chotanagpur-Gneisskomplex, SMGC: Shillong-Meghalaya Gneiss Complex bzw. Shillong-Plateau, NSMB: North Singhbhum Mobile Belt, SC: Singhbhum-Kraton, RP: Rengali-Provinz, EGP: Eastern Ghats Province bzw. Ostghats, NSB: Nellore Schist Belt, WDC: Western Westlicher Dhawar-Kraton, EDC: Eastern Östlicher Dhawar-Kraton, SGT: Southern Granulite-Terran, SNNF: Son Narmada South Fault, CISZ: Central Indian Suture Zone.

## Erdgeschichtlicher Rahmen

### Situation im Archaikum

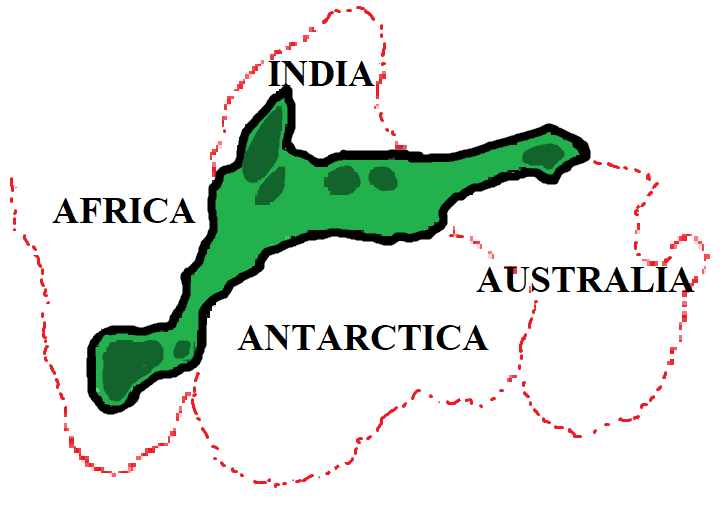
Hypothetische Paläogeographie vom Kontinent Ur
Paläogeographische Konfiguration des paläoproterozoischen South Indian-Westaustralia-Blocks (SIWA)

Die Entwicklung des Chotanagpur-Gneiskomplexes kann bis zum Archaikum zurückverfolgt werden. Während des hypothetischen Kontinents Ur bildeten der indische Dharwar-Kraton, der Bastar-Kraton und der Singhbhum-Kraton den South Indian Block (SIB). Dieser war verbunden mit dem südwestaustralischen Yilgarn-Kraton und dem Pilbara-Kraton sowie dem ostantarktischen Napier-Komplex und den Vestfoldbergen und südafrikanischen Kratonen. Zusammen bildeten sie die paläogeographische Konstellation des Megakratons South Indian-Westaustralia-Antarctica (SIWA). Nach dem Zerfall dieses Megakratons um ca. 2400 mya kollidierte der separierte SIB ab ca. 2250 mya mit dem indischen Bundelkhand-Kraton des North Indian Blocks (NIB), wodurch die Central India Tectonic Zone bzw. das Satpuragebirge gebildet wurde. Einzelheiten siehe → Tektonische Entwicklung des indischen Subkontinents.

### Entwicklung ab dem Proterozoikum

Modellhafte tektonische Entwicklung um den indischen Kontinentalblock mit der Angliederung des CGC an das Satpuragebirge

Studien deuten darauf hin, dass der Chotanagpur-Gneiskomplex als fragmentierter Krustenblock nach dem Auseinanderbrechen des Superkontinents Columbia entstand. Dieser Krustenblock wurde anschließend während des fFrühproterozoikum in einer schrägen Kollision zwischen dem NIB und dem SIB eingefügt.
Die tektonische Entwicklung um den indischen Kontinentalblock lässt sich modellhaft wie folgt darstellen: (a) Präorogene kratonische Konfiguration von SIWA vor etwa 2400 mya, (b) Kollision des NIB Bundelkhand- und des Pilbara-Kratons mit SIWA vor etwa 2250 mya, wodurch der orogene indisch-westaustralische Satpura-Ophthalmian Orogenic-Gürtel entstand (c) Postorogene Ausdehnung und Entwicklung von Dehnungsbecken zwischen 2100 und 1900 mya. (d) Kollision von ostantarktischen Blöcken und des Singhbhum-Kratons mit den indischen und westaustralischen Blöcken, wodurch die orogene Kette der Ostghats, des Singhbhum Mobile Belts und des Albany-Fraser Orogens vor etwa 1700 bis 1200 mya entstand. (e) Spannungsrelaxation mit Ausdehnung und Beckenentwicklung am östlichen Rand des indischen Blocks vor etwa 1200 bis 1100 mya. (f) Kollision von ostantarktischen und westaustralischen Blöcken mit dem indischen Block, wodurch sich die Ostghats-, Rayner- und Pinjarra-Orogenkette vor etwa 1100 bis 800 mya entwickelten.
Bildlegende: BC: Bastar-Kraton, BKC: Bundelkhand-Kraton, SC: Singhbhum-Kraton, NC: Napier-Komplex, VB: Vestfoldberge, NIB: Nordindischer Block, SIB: Südindischer Block, SMB: Satpuragebirge, CP: Chotanagpur-Gneiskomplex, SP: Shillong Plateau, OGC: Ophthalmian Orogenic-, Glenburgh-Capricorn-Orogene, CB: Cuddapah-Becken, EGDB: Ostghats-Dalma-Becken, MB: Mahakoshal-Becken, AFB: Albany-Fraser-Block, DB: Dalma-Block bzw. Singhbhum Mobile Belt, EGB: Ostghats-Block, RB: Rayner-Provinz Block. σ x und σ y: Hauptspannungen in zwei senkrechten Richtungen x und y, und N-Dharwar, N-Napier und N-Yilgarn-Orientierungen der Paläo-Nordrichtungen, die aus den paläomagnetischen Daten für die Rekonstruktion von SIWA ermittelt wurden.

## Regionale Geologie

### Geochronologie

Mutmaßliche Paläogeographie von Columbia vor ca. 1590 mya
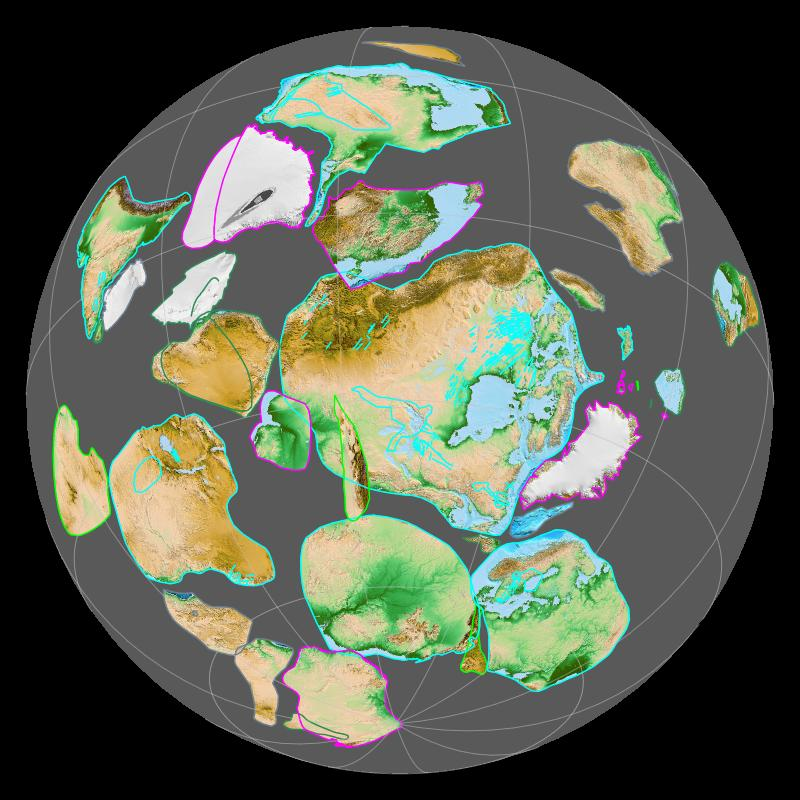
Paläogeographie von Rodinia um 900 mya

Verschiedene Zirkon-Kristalle weisen zwei Altersbereiche auf. Die älteren Zirkone datieren auf ca. 2670 mya, welche auf ein archaisches Kratonisierungsereignis hindeuten, und die jüngeren Zirkone haben Alter um ca. 2531 mya, die den ersten Deformationen, Metamorphose und dem Magmatismus während der Verschmelzung des North Indian Blocks (NIB) dem South Indian Blocks (SIB) mit Ausbildung der Central India Tectonic Zone (CITZ) bzw. des Satpuragebirge zu geordnet werden. Diese Orogenese führte zu einer vollständigen Rücksetzung der Isotopenuhr und vor etwa 2000 mya (siehe auch → Radiometrische Datierung). Auf beiden Seiten dieses jungen Orogens ereignete sich zwischen 2000 und 1750 mya eine Extensionsphase mit Beckenöffnungen. Das zweite orogene Ereignis fand vor etwa 1500 mya statt und wurde als Kollision des Chhotanagpur-Gneisskomplex mit dem Singhbhum-Kraton mit Bildung des Singhbhum Mobile Belts während der Phase I der Orogenesen der Ostghats und des Singhbhum Mobile Belts identifiziert. Diese Prozesse können der Entwicklung des Superkontinents Columbia zugeordnet werden. Auf diese Phase folgte vor etwa 1200 bis 1100 mya eine weitere Entwicklung von Extensionen und Beckenöffnungen. Die dritte Phase der Deformationen und Metamorphosen im CGC ereignete sich während der zweiten Phase der Ostghats- und Singhbhum Mobile Belt-Orogenesen zwischen 1100 und 850 mya mit einem Maximum um etwa 926 mya. Diese Prozesse entsprechen zeitlich der Formierung und dem Zerfall des Superkontinents Rodinia.

### Strukturgeologie

Geologische Karte vom Chotanagpur-Gneiskomplex

Die Strukturgeologie des Chotanagpur-Gneiskomplexes ist i. W. durch mehrere Plateaus und langgestreckte Gebirgsrücken bzw. Falten gekennzeichnet, die überwiegend in ostwestlicher Richtung ausgerichtet sind. Auf der Grundlage von geologischen und geochronologischen Untersuchungen kann der CGC in fünf Schollen gegliedert werden. Diese sind durch ihre petrographischen Merkmale sowie deren Metamorphose- und Deformationsgeschichte charakterisiert. Sie umfassen die Süd-Palamu-Jharkhand-Gumla-Ranchi-Purulia-Westbengalen-Scholle (Scholle 1), die Daltonganj (Nord-Palamu)-Hazaribagh-Dhanbad-Scholle (Scholle 2), die Nord-Garhwa-Chatra-Giridih-Deoghar-Dumka-Scholle (Scholle 3), die kleine nordwestliche Dudhi-Scholle (Scholle 4) und die nördliche Rajgir-Kharagpur-Scholle (Scholle 5). Diese Schollen sind durch quasiparalelle, in südwest-nordöstliche Richtung verlaufende Verwerfungen getrennt. Von Süden nach Norden werden diese als Mainpat-Muri-Kotshila Fault (MMKF), Jajawal-Balrampur-Bakreswar Fault (JBBF) und Dudhi-Sherghati-Bhagalpur Fault (DSBF) bezeichnet. Die Bezeichnungen beziehen sich auf geographischen Gebiete bzw. Orte in den jeweiligen geologischen Strukturen.,
- Die südliche Scholle 1 enthält die ältesten Daten vom CGC mit Zirkonalter zwischen ca. 2670 und 2531 mya aus Granit- und Gneisvorkommen in der Nähe von Simdega, nahe am Kontakt zum Singhbhum-Kraton. Die migmatitischen Gneise im Distrikt Purulia weisen Monaziteinschlüsse von ca. 2587 mya auf, was auf ein umfangreiches partielles Aufschmelzen während eines archaischen Kratonisierungsereignisses zurückgeht. Des Weiteren kommen vor granathaltige Metapelitische Gneise mit Alter von 1176 bis 818 mya, folierte 1021 bis 967 mya alte Granite, granitische Gneise 1442 bis 859 mya alt, folierte porphyritische Granite 1870 bis 778 mya alt, gabbronische Anorthosite 1550 bis 947 mya alt sowie verschiedene Granitgneise 1178 bis 1071 mya alt und metapelitische Granulite 937 mya alt. Diese Scholle weist eine metamorphe Zonierung auf mit oberer Amphibolit-Fazies im Süden bis Granulit-Fazies im Norden.
- Die Scholle 2 besteht i. W. aus kristallinen Schiefer-Formationen. Verschiedene Granitgneise haben Alter von 1624 bis 1000 mya, Migmatite haben Alter von ca. 1599 bis 1522 mya, verschieden farbige Granitoide und Pegmatite sowie Muskovite und metasomatischen Gesteine, massive Charnockite und Granulite datieren auf ca. 1515 bis 1000 mya. Sie charakterisieren jeweils unterschiedliche tektonische Ereignisse, Deformationen und Metamorphosen mit Amphibolit- bis Granulit-Fazies. In mehreren z. T. große Sedimentbecken lagerten sich Sedimente der Gondwana Supergroup ab.
- Die Scholle 3 enthält Gesteinsgesellschaften niedriger metamorpher Fazies bis hin zu amphibolitischer Fazies, Sie enthalten in westlichen Bereichen Granulite. Khondalite und porphyritische Granite mit Alter von ca. 1628 bis 788 mya sowie in einem Becken Sedimente der Gondwana Supergroup. In östlichen Bereichen kommen migmatitische Gneise ca. 1824 bis 828 mya alt, metapelitische Granulite ca. 1720 bis 824 mya alt, Syenite ca. 1457 mya alt, und migmatitische Granitgneise ca. 1416 bis 1246 mya alt, Charnockite ca. 1331 mya alt, porphyritische Granite ca. 1272 bis 954 mya alt und metapelitische Granulite ca. 1190 bis 950 mya alt vor.
Im nordöstlichen Bereich der Scholle 3 befindet sich das markante Kodarma-Becken mit der Kodarma Group. Sie wird auch als Glimmer-Gürtel (Mica Belt) bezeichnet. Diese enthält eine Abfolge arenitischer und pelitischer Sedimente mit untergeordneten calciumcarbonatischen Sedimenten und Amphibolite, in die domartige Plutone aus Granite, Pegmatite und Dolerit-Gänge eingedrungen sind. Sie bilden das s. g. Glimmer-Pegmatit-Gebiet. linsenförmige Granitkörper sind mit Migmatiten, Tonaliten, Amphiboliten und Granuliten vergesellschaftet. Die galenitischen Metasedimente sind ca. 1700 bis 1650 mya alt, migmatitische Granitgneise ca. 1300 bis 1110 mya alt und Glimmer (Mica) mit verschieden artigen Akzessorien ca. 830 bis 590 mya alt.
Des Weiteren treten in der Scholle 3 Vorkommen von Paläoböden und Konglomerate auf, was auf eine diskordante Beziehung der Metasedimente und der Magmatite einer früheren Generation hinweist. Für die Ablagerung der Gesteine in diesem Gürtel wird eine Lagunenumgebung mit Wattgebieten und Stränden mit begrenztem Zufluss durch fluviale Kanäle angenommen.
- Die Scholle 4 ist zwischen dem nordwestliche Bereich der Scholle 3 und dem südwestlichen Bereich der Scholle 5 eingeschaltet. Sie besteht aus dem Makrohar-Granulitgürtel mit einer Ansammlung von Migmatiten, Granitgneisen und Metasedimenten, die als Dudhi Group klassifiziert werden. Sie hat einen Verwerfungskontakt mit der Mahakoshal-Gruppe des North Indian Blocks. Diese Verwerfung ist als Dudhi-Verwerfung oder Son-Narmada-Südverwerfung (SNSF) bekannt (siehe auch → Mahakoshal Belt). Die Dudhi Group wurde in drei Einheiten unterteilt: den Migmatit-Komplex mit Alter von ca. 1787 mya, die Mirgarani-Granitformation mit einem Alter von ca. 1636 ma sowie die intrusiven Stöcke aus Turmalin-Granite, Leukogranite und Granat-Granite von etwa 1200 bis 1100 mya. Westlich wird dieser Gürtel diskordant von den Sedimenten der Gondwana Supergroup überlagert.
- Die Scholle 5 ist charakterisiert durch den Munger-Rajgir Metasedimentary Belt. Dieser bildet eine vulkanisch-sedimentäre Gesteinsansammlung, bestehend aus submetamorphen Gesteinen, wie eisenhaltige Tonschiefer, Quarzite und Phyllite mit dazwischen liegenden Vulkaniten sowie Arenite. Die mafischen Vulkanite bestehen aus Kissenbasalte und Pyroklasten mit unterschiedlichen Formen und Größen. Die felsischen Vulkanite setzen sich aus porphyrischen Rhyolithen und aphyrischen Rhyolithen zusammen. Des Weiteren entstanden verschiedenartige Tuffe. Die Vorkommen von Kissenbasalte, Rhyolithe, explosive Fragmente sowie vulkanogene und chemogene Sedimente deuten auf den Ausbruch von mafischen/felsischen Magmen und den Auswurf von Pyroklasten in subaquatischen Milieu hin. Die Tuffe wurden in den Barabar Hills im Gaya Distrikt abgelagert. Die Tuffe wurden durch Granit- und Granophyr-Plutone intrudiert. Diese bilden den vulkanischen-vulkano-sedimentären Plutongürtel von Bathani. Die Ablagerungen bilden Gesteine wurde in einem stabilen Schelf-Küste-Ablagerungsmilieu angenommen. Sie bilden sie Enklaven in den Alluvialböden der Gangesebene.